# Недошовенко Федір Іванович
Федір Іванович Недошо́венко (25 лютого 1918, Погребище — 24 листопада 2002, Київ) — український живописець і педагог; член Спілки радянських художників України з 1973 року. Батько художниць Тамари Недошовенко та Олени Недошовенко-Довганенко.

## Біографія
Народився 25 лютого 1918 року в містечку Погребищі (нині місто Вінницького району, Вінницької області, Україна) в сім'ї спадкового коваля. Навчався в зразковій школі фабрично-заводського навчання. 1933 року поступив до Київської художньо-індустріальної школи, де рік навчався у Карпа Трохименка, Івана Хворостецького, Володимира Климова, Григорія Пивоварова. Згодом два роки навчався у Харкові, потім закінчив підготовчі курси до вступу в Київський художній інститут і 1939 року став його студентом. То го ж року призваний до Військово-морського флоту СРСР.
Під час німецько-радянської війни служив на Каспійській флотилії. Після війни взяв участь у Параді Перемоги в Москві. Нагороджений медаллю «За перемогу над Німеччиною» (10 жовтня 1945), орденом Вітчизняної війни II ступеня (6 квітня 1985).
Після демобілізації у 1946 році повернувся до Києва, де відновив навчання в художньому інституті. Був учнем Костянтина Єлеви, Володимира Костецького, Сергія Григор'єва. Завершив навчання у 1951 році, потім закінчив аспірантуру з напряму естетики і до 1956 року роки викладав естетику в Київському художньому інституті. Одночасно протягом 1952—1958 років працював цензором з образотворчого мистецтва Головліту УРСР.
Протягом 1954—1978 років працював художником Київського живописно-скульптурного комбінату. Мешкав у Києві в будинку на бульварі Лихачова, № 2/29, квартира № 37. Помер у Києві 24 листопада 2002 року.

## Творчість
Працював у галузі станкового живопису, у реалістичному стилі писав тематичні полотна, портрети, пейзажі. Серед робіт:
- «Ленінград у блокаді» (1943);
- «Капітан 2-го рангу Чемоданов» (1943);
- «Руїни Успенського собору» (1946);
- «Токар заводу „Більшовик“ А. Халабуда» (1951);
- серія «Чорне море моє» (1960-ті);
- «Весна» (1960; 1968);
- «В'їзд Миколи Щорса та Василя Боженка в Київ» (1960);
- «Бузок» (1962);
- «Біля партизанського шпиталю» (1964);
- «Зимовий пейзаж на Чорній річці» (1965);
- «Сини» (1969);
- «Григорій Котовський» (1970);
- «Дорога до Ботанічного саду» (1972);
- «Розгром фашизму» (1977);
- «Будинок Лизогубів у Седневі» (1980; 1992);
- «Києво-Печерський заповідник. Вхід до Ближніх печер» (1981);
- «Козацька церква у Седневі» (1981);
- «Дорога на Седнів» (1982);
- «Сільські спортсмени» (1983);
- «Стоїть гора високая» (1985);
- «Оборона Києва (Бій під Вітою Поштовою)» (1988);
- «Сільський пейзаж» (1990);
- «Перший сніг» (1993);
- «Дорога до Дальніх печер» (1993);
- «Відлетіли лелеки» (1994);
- «Школа у Седневі» (1994);
- «Засніжений сад» (1995);
- «Липа Тараса Шевченка в Седневі» (1995);
- «Льодохід» (1999);
- «Київ спортивний» (2000).

Брав участь в обласних, всеукраїнських і всесоюзних мистецьких виставках з 1943 року. Персональні посмертні виставки відбулися у Києві у 2004—2005, 2018 роках.
Окремі роботи зберігаються у Бориспільському історичному та Білоцерківському краєзнавчому музеях.